# Bill Hutchinson (homme politique)
Pour les articles homonymes, voir Hutchinson.
Bill Hutchinson est un architecte et un homme politique provincial canadien de la Saskatchewan. Il représente la circonscription de Regina South à titre de député du Parti saskatchewanais de 2007 à 2016.

## Biographie

### Carrière politique
Élu en 2007, Hutchison rentre rapidement au cabinet en novembre 2007. Réélu en 2011, il conserve une position au cabinet jusqu'en mai 2012. Il ne se représente pas en 2016.